# D·K·梅特卡夫

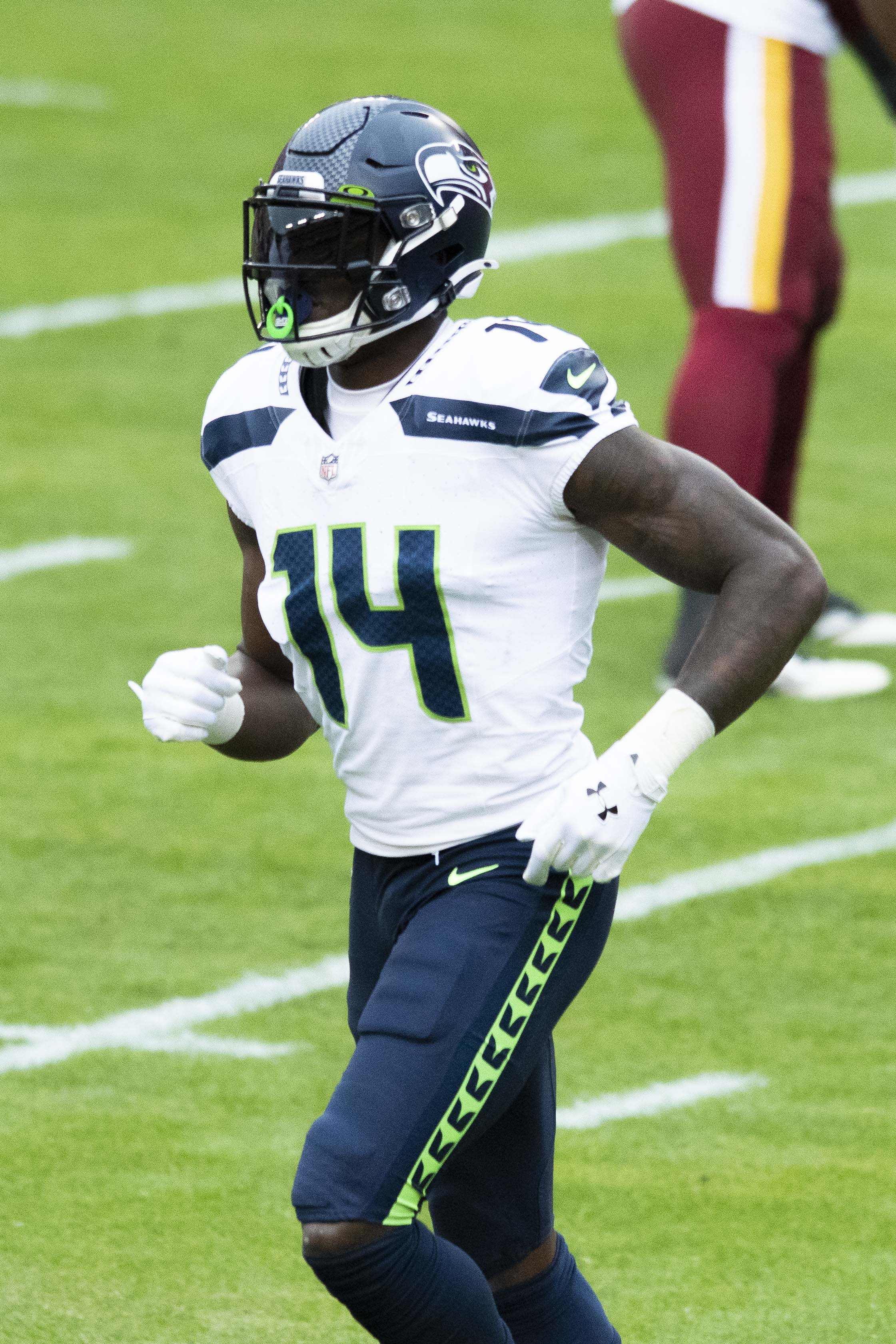
2020年12月

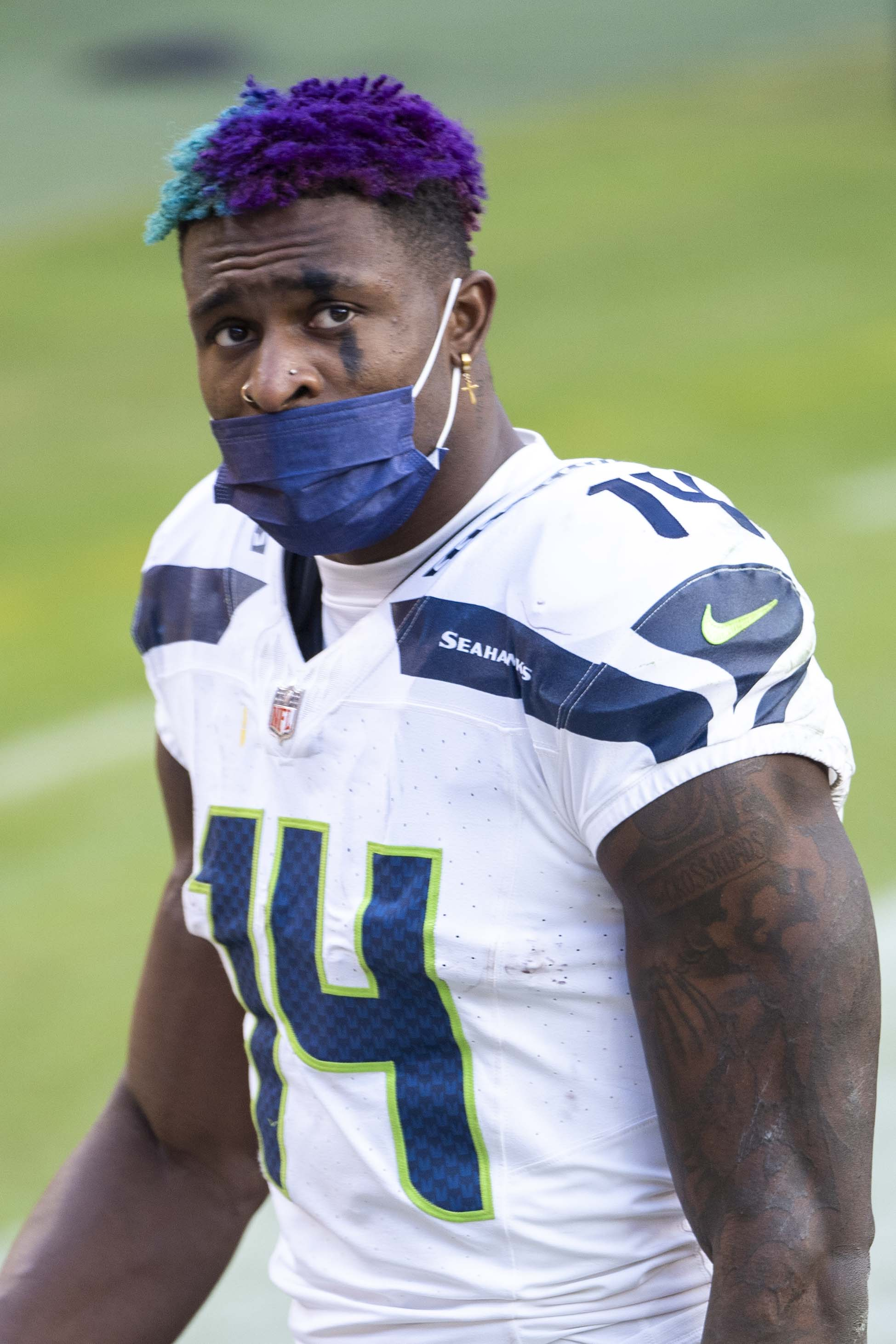
2020年12月

德凯林·泽卡留斯·梅特卡夫（英語：DeKaylin Zecharius Metcalf）是美國美式足球運動員，中學時期為美式足球隊和籃球隊成員，曾多次代表學校參加美式足球、田徑、籃球比賽。
2020年，梅特卡夫在對上老鷹的外卡賽，完成7次接球，累計160碼和1達陣，打破NFL菜鳥季後賽初登場的紀錄。
2021年，梅特卡夫宣布參加美國田徑協會舉辦的黃金運動會100公尺，並希望成績在10.05秒內（2021年夏季奧林匹克運動會田徑100公尺參賽標準），而引發大家廣泛討論。同年5月9日，梅特卡夫在美國田徑黃金運動會預賽第2組跑出第9名（該小組最後一名），未能晉級決賽，成績10.37秒也無緣達到奧運會參賽標準。

## 外部連結
- D·K·梅特卡夫在的頁面
- D·K·梅特卡夫的Facebook專頁
- D·K·梅特卡夫的X（前Twitter）
- D·K·梅特卡夫的Instagram帳戶
- . National Football League.   [2021-05-06]. （原始内容存档于2021-04-26） （英语）.